# Atlantisch orkaanseizoen 2011
Het Atlantisch orkaanseizoen 2011 duurde van 1 juni 2011 tot 30 november 2011. Tropische cyclonen die buiten deze seizoensgrenzen ontstaan, maar nog binnen het kalenderjaar 2011, worden ook nog tot dit seizoen gerekend.

## Voorspelling
Op 8 december 2010 publiceerde Dr. Klotzbach van het Colorado State University (CSU) zijn voorspellingen over het Atlantisch orkaanseizoen van 2011.
Dr. Klotzbach voorspelt een bovennormaal orkaanseizoen. Dit komt mede door El Niño, die waarschijnlijk snel verdwijnt. Ook de National Oceanic and Atmospheric Administration (NOAA) voorspelt een bovennormaal orkaanseizoen. La Niña zorgt volgens NOAA voor hoge watertemperaturen, wat een gunstige factor is voor cyclonogese. De voorspellingen waren allemaal bovennormaal en ten onrechte werd verwacht dat dit seizoen misschien een extreem seizoen ging worden, mede door de klimaatveranderingen.

## Cyclonen

### Tropische storm Arlene
De oorsprong van de tropische storm Arlene is terug te vinden in een tropische golf die eind juni in westelijke richting over de Caraïbische Zee trok. Ze trok in westnoordwestelijke richting langs Midden-Amerika, en bracht zware regenval in die regio die overstromingen veroorzaakten en leiden tot de dood van drie personen. op 27 juni was de storing het schiereiland Yucatán overgetrokken en verscheen in de Golf van Campeche. Ondanks een matige windschering organiseerde de depressie zich boven warm water tot de tropische storm Arlene rond middernacht op 29 juni ongeveer 450 km ten zuidzuidoosten van Tampico.
Verder aanzwellend trok Arlene langs een rug naar het noorden en noordoosten. Hoewel weersvoorspellingsmodellen voorspelden dat de storm in kracht zou toenemen tot orkaansterkte, haalde de storm slechts een maximale windsnelheid van 100 km/h. Arlene ging aan land nabij Cabo Rojo als een krachtige tropische storm op 30 juni (0900 UTC) Draaiend naar het westzuidwesten begon de strorm af te zwakken onderwijl minder georganiseerd rakend. Op 1 juli verzwakte Arlene tot een tropische depressie net voordat ze oploste boven de Oostelijke Sierra Madre. Regen en windvlagen bleven delen van Mexico teisteren. De impact van Arlene resulteerde in schade door overstromingen en modderstromen door het hele land en 22 doden. In de staat Hidalgo veroorzaakte de storm een schade van US$ 207,4 (prijspeil 2011).

### Tropische storm Cindy
Op 17 juli consolideerde een gebied van regen- en onweersbuien zich rond een lagedrukgebied ongeveer 555 km ten westzuidwesten van Bermuda. Oostnoordoostwaarts bewegende werd het systeem geleidelijk beter georganiseerd en gedefinieerd. Als het systeem om 20 juli ten noorden van Bermuda langstrekt, kreeg het een goed gedefinieerd oog. Dit resulteerde in de vorming van een tropische depressie om 0600 UTC. De depressie bewoog oostnoordoostwaarts en werd zes uur later een tropische storm. Op 21 juli bereikte Cindy haar maximale sterkte, net onder orkaankracht, met een minimumdruk van 994 mbar en een windsnelheid van 110 km/h. Kort daarna op 22 juli kwam de storm boven kouder water (< 26 °C) en nam de convectie langzaam af om aan het einde van de dag volledig te verdwijnen. Cindy werd toen een extratropische cycloon op ongeveer 1585 km ten zuidwesten van Ierland. De resten bleven nog ongeveer 12 uur in stand alvorens uiteen te vallen in een trog boven het noorden van de Atlantische Oceaan.

### Tropische storm Emily
Een sterke tropische golf trok eind juli enige dagen over de Atlantische Oceaan. De golf bleef vrij ongeorganiseerd en bevatte geen gedefinieerde circulatie. Op 31 juli kwam hij in de buurt van de Kleine Antillen en werd beter gedefinieerd en produceerde slechte weersomstandigheden over een groot deel van het gebied. Op 1 augustus ontwikkelde zich een gesloten circulerend centrum die door het National Hurricane Center tot tropische storm Emily werd uitgeroepen na het oversteken van de eilanden. Op 2 augustus liet Emily tekenen zien van versterking. Op 4 augustus verzwakte Emily.

### Tropische storm Harvey
Medio augustus, een van naar het westen verplaatsende tropische golf ging de Caribische Zee op. Het won uiteindelijk aan voldoende kracht en organisatie om te worden geclassificeerd als tropische depressie "Acht" op 18 augustus. De depressie werd opgewaardeerd tot tropische storm Harvey op 19 augustus. Tegen het eind van de 19e augustus nam de storm snel in kracht toe en er werd verwacht dat de storm de classificatie orkaan zou krijgen voordat het aan land zou gaan. Echter, de storm bereikte 20 augustus de kust zonder een orkaan te zijn geweest. Harvey werd toen gedegradeerd tot een depressie en verdween op 22 augustus.

### Orkaan Irene
De avond van 20 augustus nam een groot gebied van lage luchtdruk een dusdanig vorm aan dat het werd erkend als tropische cycloon. Het trok over de Leeward Islands op 21 augustus. Op 22 augustus zwol Irene aan tot orkaankracht (Categorie 1) met windsnelheden tot 120 km/h en een luchtdruk van 987 mbar. Hiermee werd het de eerste orkaan van het seizoen. Op 24 augustus zwol Irene aan tot orkaan van categorie 3. Op 27 augustus kwam Irene aan land in North Carolina als categorie 1 orkaan met een ongebruikelijk lage druk voor een categorie 1 orkaan. Irene kwam voor de tweede keer aan land in de Amerikaanse staat New Jersey op 28 augustus. Vervolgens degradeerde Irene tot een tropische storm als ze voor de derde keer aan land komt in het Coney Island gebied van Brooklyn, New York. Op 29 augustus werd Irene een "posttropische storm" boven Canada.
Minstens 35 mensen verloren het leven door Irene en de schade kan mogelijk oplopen tot US$ 10 miljard.

### Tropische depressie Ten
Op 21 augustus verliet een tropische golf de westkust van Afrika. Langzaam in kracht toenemend, trok de golf 4 dagen lang de Atlantische Oceaan op. Tropische depressie vormde zich in het oosten van de Atlantische Oceaan op 25 augustus vanuit een lagedrukgebied, dat gerelateerd is aan de hiervoor genoemde tropische golf, ten westen van Kaapverdië. De depressie bleef echter slecht gevormd en het laatste advies met betrekking tot de depressie werd uitgegeven op 27 augustus toen het systeem overging in een lagedrukgebied. De resten bewogen zich langzaam in kracht afnemend naar het noordwesten.

### Tropische storm Jose
Op 28 augustus vormde Jose zich ten westen van Bermuda in een gebied dat niet werd geacht een storm te produceren.

### Orkaan Katia
De twaalfde tropische depressie van het seizoen vormde zich op 29 augustus ten zuidzuidwesten van Kaapverdië. Het systeem werd een tropische storm op 30 augustus. Op 1 september zwol Katia tot een orkaan van Categorie 1 aan, maar zwakte dezelfde dag weer af tot een tropische storm. Op 2 september zwol Katia opnieuw aan tot een Categorie 1 orkaan. Na een dag weer een orkaan van eerste categorie geweest te zijn verzwakte Katia opnieuw tot een tropische storm. Op zondag 4 september 2011, heeft het National Hurricane Center in Miami ´s ochtends Katia weer opgewaardeerd tot een Categorie 1 orkaan. Later diezelfde ochtend zwol Katia aan tot een categorie 2 orkaan. In de avond van 4 september zwol Katia naar een orkaan van de derde categorie en ruim 6 uur later zelfs naar een orkaan van vierde categorie. Amper een paar uur later zwakte Katia alweer af tot een Categorie 3 orkaan. Katia zwakte op 6 september af tot een categorie 1-orkaan. Deze sterkte hield ze tot de storm extratropisch werd op 10 september, met nog steeds orkaankracht.
Ook in Nederland waren de effecten van Katia voelbaar. Op 12 september trokken uitlopers met windkracht 9 over de Waddeneilanden.

### Tropische storm Lee
De dertiende tropische depressie werd gevormd in de Golf van Mexico op 1 september. Op 2 september zwol de depressie aan tot een tropische storm met de naam Lee. De storm kwam aan land op 4 september in de Amerikaanse staat Louisiana en zwakte daar verder af.

### Orkaan Maria
Op 5 september, een lagedrukgebied geassocieerd met een tropische golf ten westen van Afrika begon zich te ontwikkelen. In de avond van 6 september kreeg het systeem de naam tropische depressie "Fourtheen". De daarna volgende ochtend werd tropische depressie "Fourtheen" opgewaardeerd tot tropische depressie storm "Maria". Boven de tropische Atlantische Oceaan zorgde een hoge windschering voor hindering van de ontwikkeling van de storm. Toen dreigde dat Maria zou verdwijnen, keerde de convectie terug op 9 september. Op 15 september toen de storm Bermuda passeerde, zwol de storm aan tot een categorie 1 orkaan. In de avond van 16 september verdwenen de tropische kenmerken bij de noordoostkust van Newfoundland.

### Orkaan Nate
In de morgen van 6 september begonnen regenbuien en onweersactiviteiten behorende bij een lagedrukgebied zich te organiseren in de Golf van Campeche. Op 7 september was de depressie voldoende georganiseerd en werd opgewaardeerd tot tropische storm "Nate".
De storm kwam aan land in de Mexicaanse staat Veracruz op 11 september en loste op 12 september op.

### Orkaan Ophelia
In het begin van september ontstond een goed georganiseerde tropische golf vlak bij de Afrikaanse kust. Verplaatsend naar het westen, begon de golf zich te organiseren en werd op 20 september tropische storm "Ophelia". Ophelia viel op 25 september uiteen in een lagedrukgebied. In de namiddag van 27 september ging het gebied opnieuw over in een tropisch depressie, om op 28 september weer aan te zwellen tot een tropische storm. In de namiddag van 29 september sterkte Ophelia aan tot een orkaan van eerste categorie. Ondanks de hoge windschering, zwol Ophelia op 30 september toch aan tot een categorie 2 orkaan en later diezelfde dag tot een categorie 3 orkaan. Op 1 oktober sterkte Ophelia, ten oosten van Bermuda, aan tot een Categorie 4 orkaan, om op 2 oktober weer af te zwakken tot uiteindelijk in de avond een categorie 1 orkaan.

### Orkaan Philippe
Op 23 september verscheen een goed gedefinieerde tropische golf voor de kust van Afrika, die was gerelateerd aan een grote hoeveelheid (onweers)buien. Westwaarts bewegend en onder gunstige condities werd de golf snel beter georganiseerd en ging het lagedrukgebied 465 km ten zuiden van Kaapverdië in de morgen van 24 september over in tropische depressie 17. Later die dag zwol de depressie aan tot de tropische storm "Philippe". Ruim twaalf dagen later, op 6 oktober, werd Philippe eindelijk een Categorie 1 orkaan.

### Orkaan Rina
Eind oktober, begon convectie uit de staart van een koufront tekenen te laten zien van organisatie. Nadat het lagedrukgebied was gevormd, begon het een weg richting het noorden en noordwesten waar de organisatie begon tijdens het verplaatsen. Na het sturen van een verkenningsvliegtuig in het systeem, werd Tropische Depressie Achttien verklaard door het National Hurricane Center in de middaguren van 23 oktober. De storm onderging verdere intensivering en werd tropische storm Rina later die dag.
Op 24 oktober bekwam Rina tot een orkaan van eerste categorie. Droge lucht en windscheringen belemmerde de verdere ontwikkeling van Rina waardoor deze werd gedegradeerd tot een tropische storm op 27 oktober.

### Tropische storm Sean
Begin november begon een niet tropisch lagedrukgebied stormwinden te produceren terwijl het zich naar westen verplaatste. Het gebied kreeg uiteindelijk de classificatie van een subtropische storm op 8 november 2011, die de naam "Sean" kreeg. Sean bereikte zijn piekintensiteit op 9 en 10 november met windsnelheden van 65 mph (100 km/u), waarna Sean een gebied met windschering betrad. Laat op 11 november werd Sean geabsorbeerd door een koufront, terwijl het zich een paar honderd kilometer van Bermuda bevond.

## Tijdlijn seizoen 2011
.

## Namen
De lijst met namen voor 2011 is hetzelfde als die van 2005, met dat verschil dat Don, Katia, Rina, Sean en Whitney in de plaats zijn gekomen van Dennis, Katrina, Rita, Stan en Wilma. De lijst van 2011 zal opnieuw in 2017 worden gebruikt, met uitzondering Ingrid, die na dit seizoen van de lijst wordt gehaald en wordt vervangen door Irma.
| - Arlene - Bret - Cindy - Don - Emily - Franklin - Gert | - Harvey - Irene - Jose - Katia - Lee - Maria - Nate | - Ophelia - Philippe - Rina - Sean - Tammy (niet gebruikt) - Vince (niet gebruikt) - Whitney (niet gebruikt) |